# جاكي براون (فلم)
جاكي براون  (بالإنجليزية: Jackie Brown) هو فيلم جريمة تم إنتاجه في الولايات المتحدة وصدر في سنة 1997. الفيلم من إخراج كوينتن تارانتينو من بطولة بام غرير وصامويل جاكسون وروبرت فوريستر وبريجيت فوندا ومايكل كيتون.

## الميزانية والإيرادات
بلغت تكلفة إنتاج الفيلم حوالي 12 مليون دولار بينما حقق أرباحا تقدر بـ 72,673,162 دولار.

## وصلات خارجية
- مقالات تستعمل روابط فنية بلا صلة مع ويكي بيانات